# مالتیپل اپی فیزیال دیسپلازیا

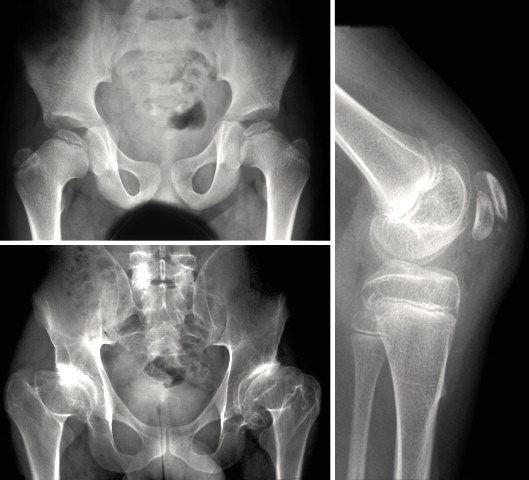
تصویربرداری از استخوانهای بیمار مبتلا به مالتی پل اپی فیزیال دیس پلازیا

مالتیپل اپی فیزیال دیسپلازیا (به انگلیسی: Multiple epiphyseal dysplasia) یک بیماری وراثتی نادر که به شکل بی نظمی استخوانی ( هر ۱ از ۱۰٫۰۰۰ کودک متولد شده  )نمایان می‌شود.
این بیماری برانتهای استخوان‌های در حال رشد اثر گذاشته وو استخوانهایی که  در حال رشدو بلند شدن، هستند را گرفتار میسازد و فرایند  تبدیل غضروف به استخوان (OSSIFICATION) را در این بیماری  مختل میسازد. در فرایند رشد استخوان، غضروف‌ها باجمع کردن مواد معدنی از بدن سخت و محکم می‌شوند که این فرایند در این بیماری ناقص است.   
مالتیپل اپی فیزیال دیسپلازیا  دارای طیفی از بی نظمی‌های استخوانی است که بیشتر  عامل وراثتی غیرجنسی دارد
به‌هرحال این بیماری یک فرم استخوانی غیر بازگشت  غیر جنسی است که مربوط به ژن‌های همبسته شامل   
ATR3 COL9A2,COL9A3,COMP است.   
بچه‌های با MED دردهای مفصلی و خستگی را بعد از هر فعالیت بدنی تحمل می‌کنند. اشه‌های X   بی نظمی استخوانی رانشان می‌دهد که بشتر در مفصل هیپ و زانو پدیدار می‌شود. راه رفتن اردک وار از علایم این بیماریست که پیشرفت می‌کند   
ستون فقرات سالم و نرمال هستند اما ممکن است دارای دفرمیتی باشند.   
این بیماران در بزرگسالی  قد و قامتی کوتاهتر  از حالت طبیعی خود دارندو عضو(دست یا پا) کوتاهتری نسبت به تنه خود دارند. بیشتر اوقات دامنه حرکات در مفصل‌های بزرگ  محدود می‌شوند خصوصا  مفصل هیپ،ارنج وزانو حتی در انگشتان هم اتفاق می‌افتد. نشانه‌های ارتریت (ارتروز) خیلی زود در بزرگسالی  شروع می‌شود.   
بچه‌های MED  دردهای مفصلی هیپ و زانو  را تحمل می‌کنند اما به‌طور عادی در دست‌ها و پاها و زانو و ستون فقرات دفرمیتی استخوان دارند.
تقریبا ۵۰در صد بچه‌های MED  با ناهنجاری‌ها متولد می‌شوند همانند پای کوتاه - لب شکری-انگشتانی با منحنی داخلی که مربوط به استخوان‌های توسعه نیافته است (ندرتا باد گوش هم دارند)
از ورزش‌های که مفاصل را بیش از حد درگیر میکنند اجتناب شود. ورزش‌های همانند شنا و دچرخه سواری به شدت پیشنهاد میگردد.  دوچرخه سواری برای بیمارانی که دارای شلی لیگامان هستنداجتناب شود. کاهش وزن به این بیماران توصیه می‌شود .
هرچند این بیماری درمان ندارد اما جراحی به کاهش علایم  بیماری کمک می‌کند  به‌هرحال جراحی همیشه مناسب و کارساز نیست.

## منبع
1. ↑  http://en.wikipedia.org/wiki/Multiple_epiphyseal_dysplasia